# Окупация на Австрия от Съюзниците
Австрия е окупирана след Втората световна война от Съюзниците от 1945 до 1955 г.
След безусловната капитулация на Вермахта на 8 май 1945 г., поставяща края на Втората световна война в Европа, войските на Съюзниците вече са навлезли дълбоко в Австрия. На 13 април 1945 г. съветските и българските войски са спечелили Битката за Виена, при която загиват 19 000 немски и 42 000 съветски войници (в това число и 3 000 български войници). В края на април и началото на май Западните съюзници навлизат от запад.
Още на 1 април Карл Ренер – първият канцлер на Първата република – установява контакт със съветските войски, които са навлезли в Бургенланд. Още от 1941 г. съществуват съветски планове за възстановяването на държавата „Австрия“ след войната. През 1943 г. Съюзниците (САЩ, Великобритания, Съветският съюз и малко по-късно „Френският комитет за национално освобождение“) записват в Московската декларация, че считат аншлуса на Австрия и Судетската област от 1938 г. за невалиден и че освобождението на Австрия е една от целите им. Преди това, най-вече във Великобритания, са разглеждани други модели, които редом с независима държава съдържат и федерална „Алпийска държава“ заедно с Бавария или „Дунавска конфедерация“ по подобие на някогашната Дунавска монархия.
Съветите поръчват на Ренер основаването на временно правителство. Първоначално Ренер иска единствено да помогне за основаването на правителство, но му е поръчано от Сталин да застане начело на правителството. При това Западните съюзници го подозират в колаборация със съветите. Вследствие на това на 14 април е основана социалдемократическата партия на Австрия (SPÖ, от социалдемократи и „революционни социалисти“) и на 17 април е основана Австрийската народна партия (християн-социални и селски бунд), както и Комунистическата партия на Австрия. На 27 април 1945 г., още преди края на Втората световна война, е обявена независимостта на Австрия. На 29 април се събира временното австрийско правителство (състоящо се от десет представители на социалдемократическата партия, девет на народната партия, седем на комунистическата партия и трима независими). Депутатите на комунистическата партия идват най-вече директно от Москва, където до този момент са живели в изгнание. Първоначално правителството е признато само от Съветския съюз; САЩ, Великобритания и Франция го признават в рамките на годината. Целта на правителството е възстановяването на Австрийската република на основата на конституцията от 1920 г. и поправката от 1929 г. На 25 ноември 1945 г. се провеждат първите парламентарни избори след войната. Най-добре се представя народната партия, а комунистите получават едва 5% от гласовете. На изборите през 1949 и 1953 г. народната партия запазва най-големия си брой мандати, но през 1953 г. социалистическата партия получава повече гласове.
Като част от Германската империя, Австрия е разделена на четири зони на окупация – Форарлберг и Северен Тирол принадлежат към френската зона, Каринтия, Щайермарк и Източен Тирол – към британската зона, Залцбург и намиращата се южно от Дунав част от Горна Австрия – към американската и намиращата се на север от Горна Австрия част, Долна Австрия и Бургенланд – към съветската. Виена, както и Берлин, е град с четири сектора, като централната ѝ част (първи окръг) бива управляван съвместно от Съюзниците.
Съветите демонтират от тяхната зона индустриални комплекси като „немска собственост“, които са иззети за УСИА. В окупираните от САЩ, Великобритания и Франция зони е приложен Планът „Маршал“. Договорът между САЩ и Австрия е сключен на 2 юли 1948 г.; след това Австрия получава помощи по Плана „Маршал“ под формата на продукти.
С цел стабилизирането на шилинга Австрия провежда валутна реформа. Не на последно място вследствие на това се стига до октомврийските стачки от 1950 г. Поради неравното разпределение на средствата от Плана „Маршал“ в западната част на страната започва развитие на собствени индустриални мощности.
След разпадането на Германската империя милиони германци са прогонени от местата в източна и югоизточна Европа, в които живеят; част от тях се местят, респективно са приети като бежанци в Австрия.
|  | Тази страница частично или изцяло представлява превод на страницата Geschichte Österreichs в Уикипедия на немски. Оригиналният текст, както и този превод, са защитени от Лиценза „Криейтив Комънс – Признание – Споделяне на споделеното“, а за съдържание, създадено преди юни 2009 година – от Лиценза за свободна документация на ГНУ. Прегледайте историята на редакциите на оригиналната страница, както и на преводната страница, за да видите списъка на съавторите. ВАЖНО: Този шаблон се отнася единствено до авторските права върху съдържанието на статията. Добавянето му не отменя изискването да се посочват конкретни източници на твърденията, които да бъдат благонадеждни. |